# ラッセル・ワイルダー
ラッセル・モース・ワイルダー（Russell Morse Wilder, 1885年11月24日 - 1959年12月16日）は、アメリカ合衆国の医師。肥満と糖尿病の治療に向けて、ケトジェニック・ダイエットという食事法を開発したことで知られる。インスリンを糖尿病患者へ初めて使用した医師でもある。

## 経歴
1885年、オハイオ州シンシナティにて、父ウィリアム・ハムリン・ワイルダー(William Hamlin Wilder)と母エラ・ワイルダー(Ella Wilder)の息子として生まれた。父ウィリアムは眼科医であった。
1903年、シカゴ・サウス・アカデミーを卒業し、シカゴ大学に入学する。1907年、同大学にて、理学の学士号を取得。1909年から1910年まで、同大学にて解剖学と病理学を教える。1912年、哲学の博士号を取得し、同年、ラッシュ医科大学を卒業。1913年にシカゴ大学を卒業する。1914年、勉学と研究のため、ウィーンに滞在し、その間に膵臓、ランゲルハンス島、インスリン、糖尿病への関心が高まる。アメリカに帰国後、シカゴの長老派教会医療センターに住み込みとして働き、常駐医となる。
1919年より、ミネソタ州にあるメイヨー・クリニックにて、医師として働き始める。1919年から1922年まで、ミネソタ大学メイヨー財団の助教授を、1922年から1929年まで准教授を務める。1929年から1931年までシカゴ大学医学部教授および医学部長を務める。1931年、メイヨー・クリニックの医学部長に就任し、内分泌学、代謝、栄養学の研究を発展させる。この間に、アメリカ医師会・食品評議会・医療委員会の委員も務めている。1951年から1953年まで、アメリカ国立衛生研究所内にある国立関節炎・代謝性疾患研究所の理事を務めた。

## 参考
1. ↑  Dana Sparks (2015年1月16日). “A Line in the Sand – Mayo Clinic’s Role in Early Insulin Research”.   Mayo Clinic News Network. 2019年10月28日閲覧。
2. ↑  Beth Schultz (2019年4月11日). “Feeding our brains to reduce memory loss”.   The Associated Press (APNEWS). 2019年10月28日閲覧。
3. ↑  “A Line in the Sand – Mayo Clinic's role in insulin research”. Discovery's Edge, Mayo Clinic's Research Magazine (2015年3月). 2015年6月17日閲覧。

## 論文
- The effects of ketonemia on the course of epilepsy (1921)
- THE THRESHOLD OF KETOGENESIS (1922)

## 著書
- 『A Primer for Diabetic Patients』(1921年) ISBN 978-1296980481
- 『Enrichment of Flour and Bread: A History of the Movement』(1944) ISBN 978-1258566265